# Isodon meeboldii
Isodon meeboldii là một loài thực vật có hoa trong họ Hoa môi. Loài này được (W.W.Sm.) Suddee mô tả khoa học đầu tiên năm 2004.